# الانتخابات التشريعية السورية 2012
الانتخابات البرلمانية في سورية والتي تم إجرائها في 7 أيار 2012، تعتبر أول انتخابات تشريعية جرت بعد اندلاع الحرب الأهلية السورية عام 2011، وأول انتخابات بعد إقرار الدستور الجديد الذي كفل التعددية السياسية، وعاشر انتخابات تشريعية تتم في ظل الجمهورية الثانية. قالت أوساط رسمية في السلطة أن الانتخابات ستفتح مرحلة جديدة من تاريخ العمل السياسي في سوريا، في حين دعت المعارضة لمقاطعتها، واعتبارها غير شرعيّة وغير مقامة في الوقت الملائم.

## خلفية
بموجب الدستور السوري فإن ولاية مجلس الشعب أربع سنوات من تاريخ انتخابه، ما كان يعني أن الانتخابات يجب أن تتم عام 2011، غير ان اندلاع الأزمة السورية قد أعاقت إجرائها في ميقاتها، كما قال بشار الأسد أنه قام بتأجيلها لتأخذ الأحزاب السياسية التي تشكلت في أعقاب إصداره قانون الأحزاب وقتًا بالظهور وبلورة موقعها في المجتمع. في 27 شباط 2012 أصدر الأسد دستورًا جديدًا للبلاد وضعته لجنة معينة من قبله، ونصّ على إجراء انتخابات لمجلس الشعب خلال تسعين يومًا، ولذلك تأتي هذه الانتخابات في ظل أحكامه.
أما قانون الانتخابات التي تجري الانتخابات على أساسه فهو نفس الأساس منذ أول انتخابات في ظل الجمهورية الثانية، والذي يعتمد المحافظة دائرة انتخابية مع الأغلبية العددية للفوز بجميع المقاعد المخصصة عن المحافظة ومن دون جولات إعادة، وهذا ما من شأنه عدم تمثيل جميع مكونات المجتمع السياسية والثقافية، وتقدم الأحزاب الكبيرة في الانتخابات. رغم ذلك، فإن قانون الانتخابات الجديد الذي صدر عام 2011 حوى عددًا من التحسينات على قانون 1973 منها الإشراف القضائي على الانتخابات، غير أن الانتقادات حول الناحية التنظيمية من القانون مكثت في إبقاء السلطة التنفيذية ممثلة بوزارة الداخلية هي من تجري الانتخابات وتشرف عليها وليس هيئة مستقلة من جهة، وغياب مراقبين خارجيين أو داخليين من مؤسسات المجتمع المدني السوري من جهة ثانية.

نتيجة الإنتخابات وتوزيع المقاعد في مجلس الشعب:
الجبهة الوطنية التقدمية
الجبهة الشعبية للتحرير والتغيير
غير حزبيون

إلى جانب أحزاب السلطة المنضوية تحت كنف «الجبهة الوطنية التقدمية» والتي تسيطر منذ العام 1971 على ثلثي مقاعد البرلمان، فإن المرشحين أغلبهم مستقلين أو أحزاب صغيرة حديثة العهد لا تصنف نفسها بأنها سلطة أو معارضة مثل حزب «سورية الوطن» و«حزب الشباب الوطني السوري»، في ظل اعتراف حكومي بضعف الترشح، وقد تم تمديده لمدة أسبوع، وقد بلغ إجمالي عدد المترشحين حوالي سبعة آلاف مرشح. أما قوى المعارضة السورية المنضوية تحت لواء المجلس الوطني السوري أو هيئة التنسيق الوطنية لقوى التغيير الديمقراطي رفضت المشاركة في الانتخابات ودعت إلى مقاطعتها باعتبارها فاقدة للشرعية وتجري في ظروف غير ملائمة سيّما مع انتشار الجيش السوري في أغلب المحافظات، واستحالة إجراء الانتخابات في مدن ومناطق هامة كحمص ثالث المدن.
الإعلام الحكومي السوري، قال أن الانتخابات ستفتح بابًا جديدًا في السياسة السورية على الرغم من عدم مشاركة أغلب قوى المعارضة بها، وقد شهدت مدن سورية عدة حملات تمزيق لصور مرشحي مجلس الشعب وتشويه حملاتهم الانتخابية كإشارة إلى مقاطعة الانتخابات.

## مواقع خارجية
- تقسيم الدوائر وتوزيع المقاعد - سوريا أون لاين.